# Kaluga
Kaluga (oroszul: Калуга) nyugat-oroszországi város az Oka partjánál, Moszkvától 188 km-re délnyugatra. A Kalugai terület közigazgatási központja.
Lakossága: 334 751 fő (2002); 324 698 fő (a 2010. évi népszámláláskor).
Nevének eredeti jelentése: 'láp, mocsár, ingovány; ártéri rét; félsziget'.

## Történelme
Kalugát a 14. században alapították a Moszkvai Nagyfejedelemség délnyugati védpontjául.

## Gazdasága
Az utóbbi években Oroszország autóiparának egyik központjává vált, miután több külföldi autógyártó is összeszerelő gyárat nyitott itt.[mikor?]

## Híres lakosai
- Alekszandr Valentyinovics Amfityeatrov
- Jurij Lvovics Averbah
- Mikola Janovics Azarov
- Konsztantyin Eduardovics Ciolkovszkij
- Alekszandr Leonyidovics Csizsevszkij
- David Edelstadt
- Andrej Szergejevics Kalajcsev
- Valerij Kobelev
- Mihail Innokentyjevics Linge
- Bulat Salvovics Okudzsava
- Pavel Romanovics Popovics
- Samil
- Nyikolaj Valerjevics Szkvorcov
- Georgij Konsztantyinovics Zsukov
- Itt született Nyikolaj Benjaminovics Bogoszlovszkij szovjet-orosz irodalomkritikus

## Testvérvárosai
- Lahti, Finnország
- Suhl, Németország
- Tiraspol, Moldova